# پرچم نبراسکا
پرچم نبراسکا در ۳ فوریه ۲۰۱۴ پذیرفته شد.